# Янчевский, Станислав Михайлович
Станислав Михайлович Янчевский (1937—2007) — бригадир горного комбайна производственного объединения «Белорускалий» имени 50-летия СССР Министерства химической промышленности СССР, Минская область, Белорусская ССР. Герой Социалистического Труда (1977).

## Биография
Родился в 1937 году в г.п. Белыничи Могилёвской области. После окончания техникума проживал с 1962 года в Соликамске. Участвовал в строительстве Второго Солигорского калийного комбината. Повышал свою квалификацию, окончив рабочие курсы и освоив шахтёрские специальности скрепериста, машиниста самоходного и горнопроходческого комбайнов. С 1965 года работал машинистом, бригадиром комбайновой бригады на втором руднике РУП "ПО «Беларуськалий».
Внёс несколько рационализаторских предложений по усовершенствованию работы комбайна ПК-8, в результате чего значительно увеличилась производительность труда в его бригаде, которая перевыполнила план 1976 года. Указом Президиума Верховного Совета СССР от 13 мая 1977 года за выдающиеся успехи в выполнении плана 1976 года и социалистических обязательств по выпуску продукции, большой вклад в развитие химической промышленности удостоен звания Героя Социалистического Труда с вручением ордена Ленина и золотой медали «Серп и Молот».
Избирался депутатом Верховного Совета СССР восьмого созыва. Награждён орденом Трудового Красного Знамени (1972).
Умер в 2007 году.